# Saponaire à feuilles de pâquerette
Saponaria bellidifolia
Espèce
La Saponaire à feuilles de pâquerette (Saponaria bellidifolia) est une espèce de plantes vivaces de la famille des Caryophyllacées.